# Kaplica św. Pawła Rozbitka w Attard
Kaplica świętego Pawła Rozbitka (malt. Il-kappella ta’ San Pawl Nawfraġu, ang. Chapel of St. Paul’s Shipwreck), znana powszechnie jako kościół św. Pawła – rzymskokatolicka kaplica przy Triq San Pawl, na terenie znanym jako Taħt ir-Raħal w Attard na Malcie. Położona jest na terenie parafii Wniebowzięcia Matki Bożej w tejże miejscowości. 

## Historia
Pierwotnie w miejscu, gdzie dziś stoi kaplica św. Pawła, znajdował się niewielki kościół pod wezwaniem Wniebowzięcia Najświętszej Maryi Panny. Zbudowany został na początku XVI wieku, od 1575 do 1616 służył jako kościół parafialny wioski. Kolejna kaplica została zbudowana około 1628–1629.

Kaplica ta w 1728, prawdopodobnie z powodu złego stanu, została zdesakralizowana przez biskupa Paula Alphérana. Jeszcze w grudniu tego samego roku rozpoczęto budowę nowej świątyni, która przetrwała do dziś. Zakończono prace w 1729, co wskazuje data roczna nad wejściem. Kaplicy zostało nadane wezwanie Świętego Pawła Rozbitka. Koszt budowy kaplicy wyniósł 205 skudów, 8 tari i 6 grani.

## Architektura

### Wygląd zewnętrzny
Fasadę kościoła tworzy wysoki prostokąt zdominowany na krawędziach przez dwa doryckie pilastry, całość zakończona gładkim fryzem i gzymsem, nad którym dominuje fronton ze spływami wolutowymi i krzyżem na szczycie. Nad pilastrami ozdobne elementy w formie żołędzia na postumencie.

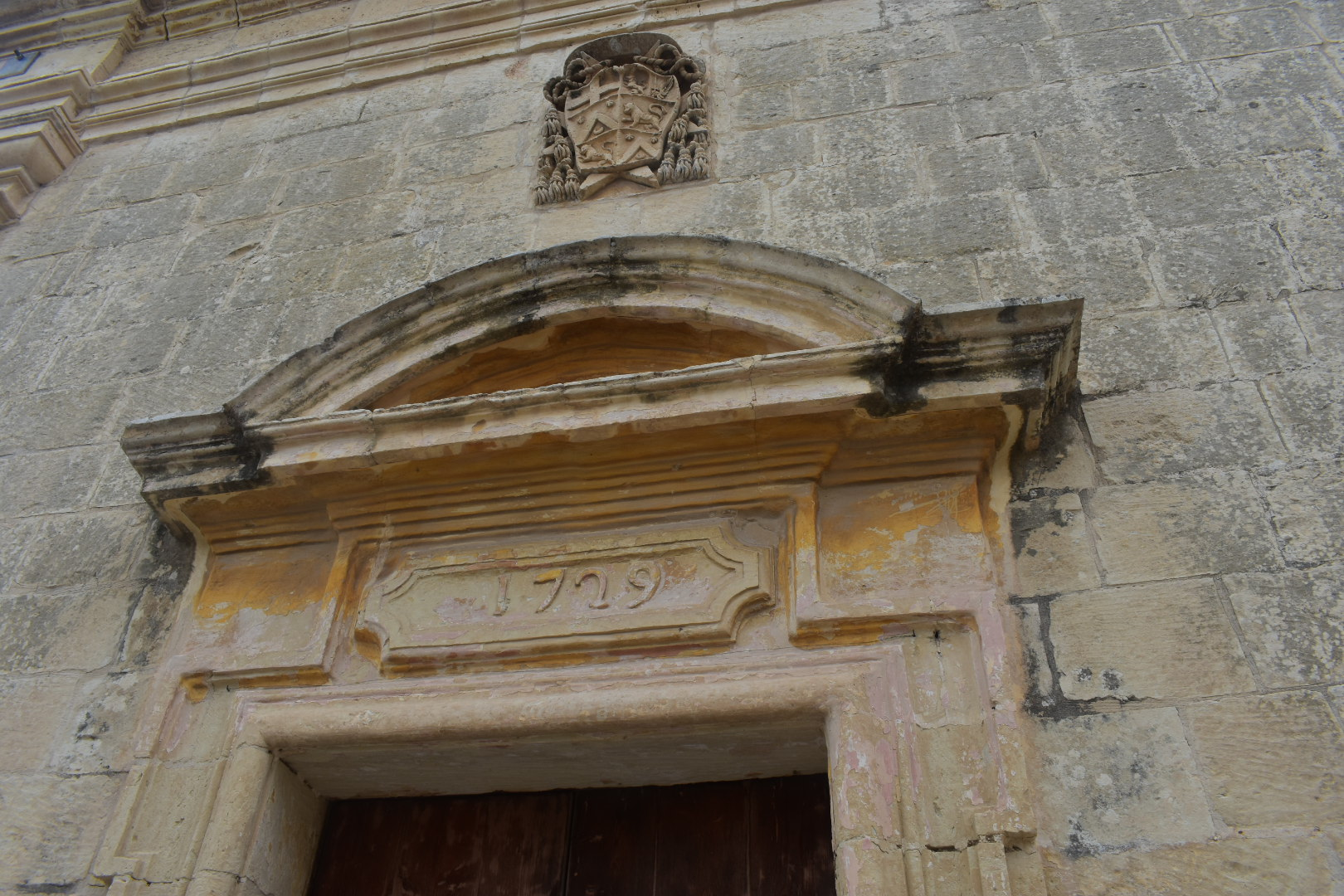
Zwieńczenie wejścia z widoczną datą budowy kaplicy

Wejście oflankowane jest rzeźbioną kamienną ramą, nad nim prosty kartusz z datą 1729, a wyżej gzyms z niewielkim półokrągłym naczółkiem. Poniżej fryzu herb biskupa Alphérana de Bussan. Po obu stronach drzwi znajdują się dwa niewielkie prostokątne okna. Wysoko na bocznych ścianach po dwa okna z każdej strony. Z tyłu na dachu nad lewą elewacją dzwonnica bell-cot. Na poziomie dachu z każdego boku wybiega po jednym prostym rzygaczu w formie połowy rury

Interesującą rzeczą jest prosty zegar słoneczny na trzonie lewego pilastra, poniżej głowicy.  

### Wnętrze

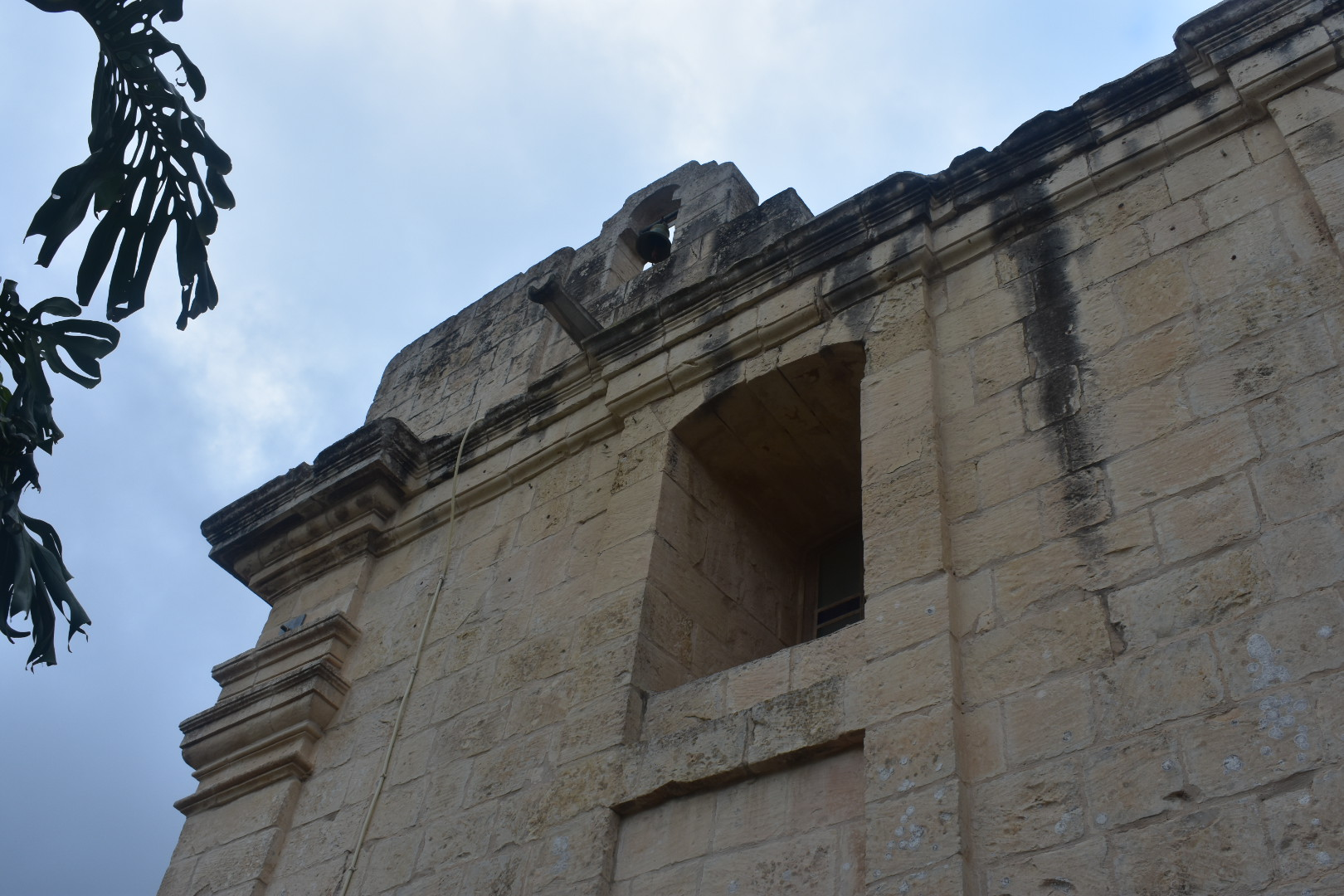
Boczna elewacja kaplicy z widoczną dzwonnicą bell-cot i rzygaczem

Wnętrze kaplicy obejmuje jedno pomieszczenie nakryte sklepieniem kolebkowym, pod którym wokół biegnie gzyms. W niewielkiej apsydzie znajduje się oryginalny kamienny ołtarz ze złoconą predellą z tabernakulum.

Na ścianie za ołtarzem obraz tytularny przedstawiający św. Pawła wraz ze św. Publiuszem i św. Franciszkiem z Paoli. Wykonawcą dzieła był w 1729, jak potwierdzono w oryginalnych dokumentach dotyczących zapłaty, Arrigo Ornace, znany również jako Enrico Regnaud (1692–1764). Obraz umieszczony jest we wspaniale rzeźbionej kamiennej ramie, na szczycie której znajdują się dwa putti trzymające okrągły medalion zwieńczony muszlą. Po bokach ramy, do połowy jej wysokości zwisają liście laurowe. Wykonawcą ramy był w 1732 rzeźbiarz Pietro Paolo Zahra, ojciec znanego XVIII-wiecznego malarza Francesco Zahry.
 
Ten ostatni namalował w tym samym czasie dla kaplicy cztery obrazy przedstawiające czterech ewangelistów, przechowywane są one dziś w zakrystii kościoła parafialnego w Attard. 

## Restauracja kaplicy
Przez długie lata kaplica była składem nieużywanych mebli kościelnych. Obraz tytularny oraz obrazy przedstawiające ewangelistów zostały przeniesione odpowiednio do muzeum parafialnego oraz zakrystii kościoła parafialnego.

W 2005 rozpoczęto gruntowną renowację kaplicy. Kamień, z którego zbudowany jest kościół, został oczyszczony z zewnątrz jak i wewnątrz budynku; wewnętrzne ściany zostały pomalowane na kolor żółty, zaś pilastry na biały. Zniszczone elementy kamieniarki zostały wymienione na nowe, okna wyposażone zostały w szyby z herbem Attard. Renowacja objęła też ołtarz, świeczniki, ramę obrazu tytularnego oraz dach. Po renowacji obraz tytularny został umieszczony na przydzielonym dla niego miejscu. Prace zakończono w lipcu 2010.
W maju 2015 zauważono pęknięcia ściany kaplicy spowodowane pobliskimi pracami ziemnymi. Pęknięcia udało się zadowalająco naprawić. W lutym 2020 uzgodniono wzmocnienie konstrukcji kaplicy nierdzewnymi prętami stalowymi i włóknem syntetycznym. Kroki te zostały podjęte w celu zapewnienia stabilności konstrukcji kaplicy i likwidacji drgań spowodowanych wpierw budową w bliskiej odległości, a następnie oddaniem do użytku nowej drogi tzw. Central Link.

## Ochrona dziedzictwa kulturowego
26 czerwca 2011 obiekt wpisany został na listę National Inventory of the Cultural Property of the Maltese Islands pod numerem 00157.